# Vicente Filisola
Vicente Filisola, nascido Vincenzo Filizzola (Rivello, Reino de Nápoles, c. 1785 — Cidade do México, 23 de julho de 1850), foi um militar espanhol.
Juntou-se ao exército espanhol em 17 de março de 1804, lutando em muitas batalhas das Guerras Napoleônicas. Ele mais tarde serviu na Nova Espanha (México) em 1811. Como apoiador de Agustín de Iturbide, que se autodeclarou Imperador do México, ele se tornou Brigadeiro-general. O Imperador Iturbide o enviou à América Central para garantir sua inclusão no Império Mexicano. Porém, quando Iturbide foi deposto em 1823 e o México tornou-se uma república, a América Central declarou independência do México.